# 라이너 노트

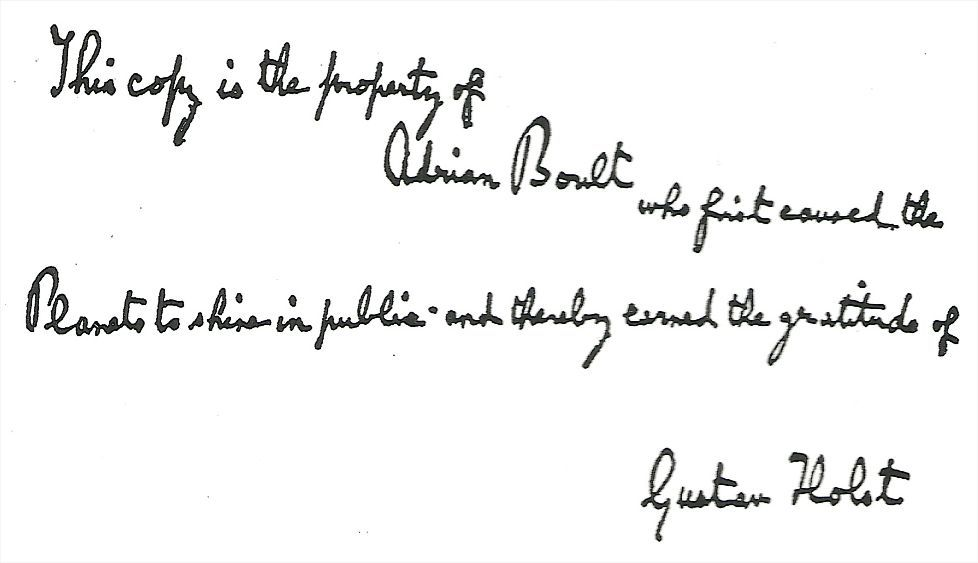
구스타브 홀스트의 수기.

라이너 노츠(Liner notes)는 음반 레코드 재킷과 CD 앨범 등에 있는 책자 등에 쓴 해설문을 말한다. 일반적으로 음악가 본인이 아닌 음악 라이터나 레코딩 관계자 등이 쓴다. 그들이 언급된 책자 자체를 가리키는 경우도 있다.